# Histerídeos
Histerídeos (Histeridae) é uma família de insectos coleópteros, com cerca de 3700 espécies descritas. Têm um tamanho que oscila entre 1 e 15 mm. São basicamente predadores de larvas de insectos.

## Características
Possuem um corpo curto e compacto, com tegumento muito duro. A sua coloração é predominantemente negra, por vezes com manchas vermelhas ou amarelas. A cabeça encontra-se retraída no protórax. As antenas são curtas, com uma massa terminal formada pela dilatação dos três últimos segmentos. Os élitros são mais curtos que o abdómen, deixando a descoberto o pigídio. As patas são curtas, robustas e espinhosas; as asas são bem desenvolvidas.

## Biologia e ecologia
Tanto as larvas como os adultos são predadores de larvas de outros insectos. Diversas espécies estão associadas a árvores mortas e outros materiais vegetais em descomposição; outras vivem como comensais em formigueiros. Os adultos, quando são incomodados, entram num estado de rigidez, encostando fortemente as patas contra o corpo.

## Subfamílias
Esta família apresenta onze subfamílias.
- Abraeinae
- Chlamydopsinae
- Dendrophilinae
- Haeteriinae
- Histerinae
- Niponiinae
- Onthophilinae
- Saprininae
- Tribalinae
- Trypanaeinae
- Trypeticinae